# 振別郡
振別郡（日语：／ Furebetsu gun */?）為日本北海道根室支廳的郡，位於北方四島（南千島群島）的擇捉島，已於1923年廢除。

## 沿革

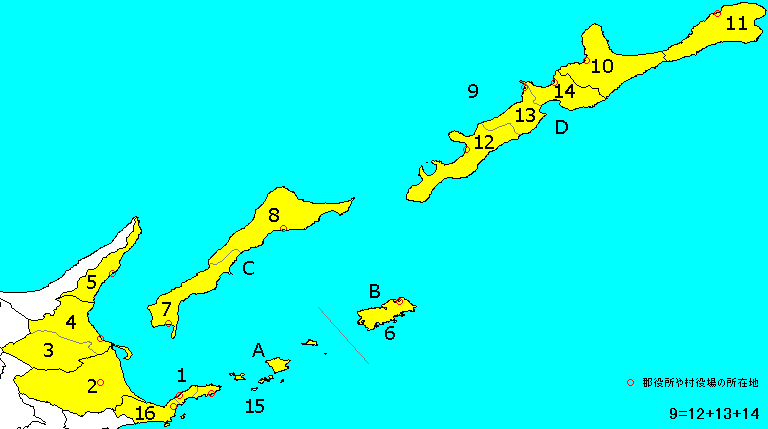
13為振別郡成立之初的範圍，於1923年併入擇捉郡

- 1869年8月15日：北海道設置11國86郡，千島國振別郡成立。設有振別村和老門村。
- 1897年11月：北海道實施支廳制，千島國振別郡隸屬紗那支廳之管轄，此時振別郡下轄振別村、老門村。[1]（2村）
- 1903年12月：根室支廳與紗那支廳合併。
- 1923年4月1日：振別村、老門村和擇捉郡丹根萌村、內保村、紗那郡留別村合併為擇捉郡留別村；轄區無任何町村，廢除。